# Dactylochelifer anatolicus
Espèce
Dactylochelifer anatolicus est une espèce de pseudoscorpions de la famille des Cheliferidae.

## Distribution
Cette espèce est endémique de Turquie. Elle se rencontre vers Akşehir.

## Description
Le mâle mesure 2 mm et la femelle 2,3 mm.

## Étymologie
Son nom d'espèce lui a été donné en référence au lieu de sa découverte, l'Anatolie.

## Publication originale
- Beier, 1963 : Pseudoskorpione aus Anatolien. Annalen des Naturhistorischen Museums in Wien, vol. 66, p. 267-277 (texte intégral).